# Cordia splendida
Cordia splendida là loài thực vật có hoa trong họ Mồ hôi. Loài này được Diels mô tả khoa học đầu tiên năm 1941.